# Jan Hugens
Jan Hugens (Heerlen, 22 maart 1939 – Amstenrade, 12 maart 2011) was een Nederlands profwielrenner.

## Biografie
Hugens was professioneel wielrenner van 1961 tot 1968. Met name als tijdrijder kon hij concurreren met de besten. Als amateur verloor hij nooit een tijdrit waaraan hij deelnam. Als prof hoorde hij bij de internationale top 10. Hij nam deel aan de Olympische Zomerspelen 1960 in Rome waar hij in de wegwedstrijd individueel een 38e plaats bereikte. In de ploegentijdrit werd hij 4e. In 1962 nam hij deel aan de Ronde van de Toekomst waar hij twee etappes won en de achtste plaats in de eindrangschikking haalde. Bij de profs nam hij deel aan de internationale tijdritten zoals de Grote Landenprijs. Zijn beste prestatie leverde hij in deze wedstrijd in 1965 met een vierde plaats. 
In 1966 werd hij derde in de Amstel Gold Race nadat hij, in gewonnen positie, op enkele honderden meters voor de finish door een aflopende ketting de overwinning aan zijn Franse ploeggenoot Jean Stablinski moest laten. 
Jaren later in 2015 zou mede-oprichter van de Amstel Gold Race Ton Vissers (in 1968 ploegleider van Hugens bij Willem II-Gazelle) in NRC suggereren dat Hugens expres de overwinning aan Stablinski liet.” „Hij zegt altijd dat het per ongeluk was, dat zijn ketting eraf liep. Een verhaal omgeven met een sluiertje”, lacht Vissers. Liever een internationale topper als eerste winnaar dan een lokale held.”
Ondanks zijn uitzonderlijke talenten kon Hugens tijdens zijn wielercarrière toch niet voldoen aan de hoge verwachtingen waar zijn vele aanhangers in de provincie op hadden gehoopt. Na zijn afscheid van de wielersport ging hij aan de slag als betonvlechter en later nog als schoolconciërge.
Tot zijn dood woonde Hugens in het dorpje Amstenrade. Hij overleed op 71-jarige leeftijd aan nierkanker.

## Belangrijkste resultaten
Amateurs
1958
- Olympia's Tour: 1e plaats in 1e etappe

1959
- Ronde van Noord-Holland: 2e plaats

1961
- GP des Nations: 7e plaats,
- GP Lugano: 3e plaats

1962
- GP Brasschaat: 1e plaats,
- GP Lugano 7e plaats,
- Ronde van de Toekomst: 8e plaats, 1e plaats in 5e etappe, 1e plaats in 13e etappe,
- Ronde van de Vier Kantons: 1e plaats,
- Ronde van Zwitserland: 6e plaats

Profs
1964
- Ronde van de Vier Kantons: 1e plaats

1965
- GP des Nations 4e plaats,
- GP Lugano: 4e plaats,
- GP Union Dortmund: 1e plaats

1966
- Amstel Gold Race: 3e plaats

## Resultaten in voornaamste wedstrijden
| Jaar | Ronde van Italië | Ronde van Frankrijk | Ronde van Spanje |
| ---- | ---------------- | ------------------- | ---------------- |
| 1961 |                  |                     | opgave           |
| 1966 | opgave           |                     |                  |

| Jaar | Gent-Wevelgem | Amstel Gold Race | Omloop Het Volk | Brabantse Pijl | Rund um den Henninger-Turm |  | WK op de weg |
| ---- | ------------- | ---------------- | --------------- | -------------- | -------------------------- |  | ------------ |
| 1961 |               |                  |                 |                |                            |  |              |
| 1962 |               |                  |                 |                | 19e                        |  |              |
| 1963 |               |                  |                 |                |                            |  | opgave       |
| 1964 | 37e           |                  |                 |                |                            |  |              |
| 1965 |               |                  |                 |                | 25e                        |  |              |
| 1966 |               | ↑                | 35e             | 45e            |                            |  |              |
| 1967 |               |                  |                 |                |                            |  |              |